# مارتي ليونين
مارتي ليونين (بالإنجليزية: Maarty Leunen)‏ مواليد 3 سبتمبر 1985 في فانكوفر، هو لاعب كرة سلة أمريكي. بدأ مسيرته الاحترافية في سنة 2008. تم اختياره من قبل فريق هيوستن روكتس خلال الدرافت. يحمل الرقم 10. يبلغ طوله 6 قدم 9 بوصة (2.1 م).

## المسيرة الاحترافية
لعب مع بالاكانسترو كانتو في الدوري الإيطالي من سنة 2009 إلى 2014، ثم لعب مع راتيوفارم أولم في الدوري الألماني في موسم 2014–2015، ثم لعب مع إس إس فليتشي سكاندون في الدوري الإيطالي في سنة 2015.

## روابط خارجية
- مارتي ليونين على موقع الدوري الأوروبي لكرة السلة (الإنجليزية)
- مارتي ليونين على موقع سبورتس رفرنس (الإنجليزية)
- مارتي ليونين على موقع كرة السلة الأوروبية.كوم (الإنجليزية)
- مارتي ليونين على موقع إي إس بي إن.كوم (الإنجليزية)
- مارتي ليونين على موقع كلية كرة السلة في سبورتس رفرنس.كوم (الإنجليزية)
- مارتي ليونين على موقع ريلجم (الإنجليزية)
- مارتي ليونين على موقع بروبوليرز (الإنجليزية)
- مارتي ليونين على موقع سبورتس رفرنس (الإنجليزية)